# 今井次郎
今井 次郎（いまいじろう、1952年 - 2012年）は、日本の音楽家、パフォーマー、造形作家。東京都出身。

## 経歴
1952年、蒲田で生まれる。1953年、家族5人で目白に転居。いちばん古い記憶は下見で行った幼稚園の庭の光景。1962年、従兄弟の家で読んだ手塚治虫にはまり、以降小学校時代を通じてマンガを描く。1965年、開成中学校入学。1966年、ビートルズに傾倒。自室を暗くして毎夜聴き続ける。ギター購入。1968年、バンド活動を開始。この頃アバンギャルド・ジャズの存在を知り、強い衝撃を受ける。1972年、成城大学入学。1976年、現在の時々自動の前身である自動座（作・演出：朝比奈尚行）に出会う。その面白さ、音楽性の高さに感嘆してそのまま入団。
1978年～1983年、自動座で出演と共に作曲担当。自動座の活動と並行してバンド活動を展開。東京オルタナティヴ・ミュージック・シーンに影響を与えたパンク・タンゴ・バンド「PUNGO」、篠田昌巳グループ、コクシネルなどに参加。ベーシスト兼作曲家としてシーンの一翼を担う。　
1985年、音楽、美術、演劇等の活動を一体化したパフォーマンス集団、時々自動の結成に参加。
1990年代後半から「JOROX」名義で美術活動を活発化。自作オブジェと音楽によるソロ・パフォーマンス「JIROX DOLLS SHOW」でシュールな世界を展開。並行して複数のバンドで活動。
2004年、時々自動のために書いた楽曲をオープンな人選で録音し直した今井初ソロCD「POI-POI」をリリース。
2010年、「PUNGO」のメンバーだった向島ゆり子、久下恵生、今井の3人による30年ぶりの新音楽ユニット「odd。」を結成。奇数なオリジナル曲や現代曲を演奏。
2012年、悪性リンパ腫を発病、闘病生活約半年で逝去。

## 参加団体
- PUNGO（向島ゆり子、久下恵生、篠田昌巳、佐藤幸雄、石渡明廣、今井）
- odd。（向島ゆり子、久下恵生、今井）
- Aujourd'hui il fait beau オジュデュイ・イル・フェ・ボウ（国広和毅、河崎純、今井）
- DEBU DEBU（石川浩司、今井）
- 時々自動（代表：朝比奈尚行）

## 作品

### 今井次郎病院作品集
今井が病院内で記した楽譜を音楽にした作品集。録音はPUNGO・odd。のメンバー向島ゆり子、久下恵生を中心に、近藤達郎、朝比奈尚行（時々自動）、いしかわともこ、テニスコーツらが参加。闘病中の病室で、ノートの端や、薬の袋、献立表など、様々な紙片に走り書きされていた今井の書いた譜面を元に録音された。生前のオブジェ作品の作風そのものの譜面も可能なかぎり再現したブックレット、ノートの切れっ端を再現したステッカー付。

### 作品画集『MEALS』
2021年、闘病中の食事で作り、タブレットで撮影され日々SNSで発信し続けられた「ミールアート」「お食事アート」などと呼ばれた写真が、作品画集『MEALS』としてまとめられ発行。

### ドキュメンタリー映画『芸術家・今井次郎』
2018年2月、ドキュメンタリー映画『芸術家・今井次郎』制作にあたり、トリビュート・ライブを開催。出演は、Aujourd'hui il fait beau オジュデュイ・イル・フェ・ボウ、佐藤幸雄とわたしたち（佐藤幸雄、POP鈴木）、ダた（河崎純、小林武文、斎藤丈二、国広和毅）、テニスコーツ、時々自動、とんぷくユニット（向島ゆり子、近藤達郎、久下惠生、いしかわともこ）、ユニ・マルカ（柴田暦、河崎純）、石川浩司。2021年10月30日よりユーロスペースほか全国順次公開。　　